# Питон Катански
Питон Катански био је драмски песник. 
Стварао је у врме власти Александра Великог, кога је пратио у Азију, а чију је војску забављао сатиричном драмом, званом Аген ( Ἀγήν) када су славили Дионизију на обалама Хидаспе. Драма се изругивала Харпалу и Атињанима; фрагменте његових дела сачувао је Атенеј. Поистовећивање песника са Питоном Византијским, веома цењеним беседником у служби Филипа II Македонског, је мало вероватна.